# Stendaler Wahlbetrug
Als Stendaler Wahlbetrug wird die Fälschung der Kommunalwahlen am 25. Mai 2014 in Stendal bezeichnet. Dabei wurden für die Stadtrats- und Kreistagswahl mehr Briefwahlunterlagen an bevollmächtigte Personen herausgegeben als erlaubt. Zudem wurden Vollmachten gefälscht und Briefwahlunterlagen von Dritten ausgefüllt. Bei der Wiederholung der Briefwahl der Stadtratswahl wurden erneut Unterlagen manipuliert. Der Stadtrat entschied deshalb, die Wahl des Stendaler Stadtrates in Gänze zu wiederholen. Die Wiederholungswahl fand am 21. Juni 2015 statt. Der Kreistag des Landkreises Stendal erkannte hingegen das Ergebnis der Kreistagswahl als gültig an. Gegen die Wiederholung der Stadtratswahl wurden erneut Manipulationsvorwürfe erhoben.

## Verlauf
Vor der Wahl wurden gefälschte Vollmachten auf den Namen der Suppenfabrikanten Antje und Wolfgang Mandelkow und zwei weitere Personen ausgestellt, in denen diese angeblich ermächtigt wurden, die Briefwahlunterlagen für den Ausstellenden abzuholen. Mitarbeiter der Firma holten die Wahlunterlagen aus dem Rathaus und gaben sie an den damaligen Stadtrat Holger Gebhardt (CDU) weiter, der die Unterlagen zu seinen Gunsten ausfüllte.
Bei der Stadtratswahl am 25. Mai 2014 konnte die CDU über fünf Prozentpunkte im Vergleich zur Wahl 2009 zugewinnen und erreichte 40,7 Prozent. Bei der Bekanntgabe der genauen Ergebnisse im Juni 2014 wurde festgestellt, dass CDU-Kandidat Holger Gebhardt, laut Volksstimme „im Stendaler Stadtrat eher ein Hinterbänkler“, mit 837 Stimmen den vierten Platz unter allen CDU-Bewerbern erreichte. Auffällig war, dass Gebhardt bei der Briefwahl 689 Stimmen erhalten haben soll, was einem Anteil von mehr als 11 Prozent aller per Brief abgegebenen Stimmen entsprechen würde. In den 37 Wahllokalen, die von über 80 Prozent der Wähler genutzt wurden, erhielt er hingegen nur 148 von rund 29.000 Stimmen.
Stadtwahlleiter Axel Kleefeldt (CDU) behauptete am 3. Juni 2014 vor dem Wahlausschuss, die Wahl sei ordnungsgemäß abgelaufen. Drei Wochen später räumte er jedoch ein, dass Mitarbeiter der Stadtverwaltung nicht beachtet hatten, dass ein Wahlberechtigter nur bis zu vier Vollmachten einreichen darf. In Stendal hatten zwölf Bevollmächtigte insgesamt 179 Unterlagen für die Stadtrats- und die Kreistagswahl abgeholt. In einem Fall waren es sogar mehr als 30 Unterlagen.
Am 3. Juli 2014 erklärte Carsten Wulfänger (CDU) vor dem Kreistag des Landkreises Stendal, dass „eine Verfälschung des Wählerwillens nicht erkennbar“ sei. Wolfgang Kühnel, Kreisvorsitzender der CDU, verteidigte im Kreistag die betreffenden Bevollmächtigten, denen unerlaubt viele Briefwahlunterlagen ausgehändigt wurden, verschwieg jedoch, dass er selbst zu diesen gehörte. Der Kreistag beschloss anschließend die Gültigkeit der Kreistagswahl.
Bei der Sitzung des Stendaler Stadtrates am 7. Juli 2014 hingegen erkannten nur CDU und Grüne, die eine gemeinsame Fraktion bildeten, das Briefwahlergebnis der Stadtratswahl an. Die Mehrheit aus Die Linke, SPD, FDP und Piraten stimmte hingegen für eine Wiederholung der Briefwahl. Der Vorsitzende der CDU-Stadtratsfraktion, Hardy Peter Güssau, sprach sich in der Debatte gegen die Wiederholung der Briefwahl und einen Sonderausschuss zu Aufklärung der Wahlfälschung aus und bezeichnete die Wiederholungsentscheidung als „Politmobbing“. Stadtwahlleiter Kleefeldt (CDU) sprach sich dafür aus, die Wahl für gültig zu erklären. Der Landeswahlleiter hatte hingegen eine (Teil-)Wiederholung empfohlen.
Zuvor hatte am 3. Juli der Wahlberechtigte Florian M. eidesstattlich erklärt, dass seine Unterschrift unter der ihm im Briefwahllokal vorgelegten Briefwahlvollmacht nicht von ihm gezeichnet worden war. Der Stadtwahlleiter stellte daraufhin Strafanzeige gegen Unbekannt wegen Urkundenfälschung und Wahlbetrugs. Florian M. gehörte zu den zehn der 189 vermeintlichen Briefwähler, die am Wahltag ins Wahllokal gingen, um zu wählen. Dort wurde ihnen die Stimmabgabe verweigert, da für sie ein Sperrvermerk bestehe, weil sie angeblich bereits per Briefwahl gewählt hätten.
Im Juli 2014 bestätigte sich bei einem Termin bei der Polizei, dass auch die Unterschrift von Christine T. auf der Vollmacht gefälscht wurde. Da die vermeintlichen Briefwähler eine Teilnahme per Brief bestritten, wurden die in ihrem Namen eingegangenen Briefwahlunterlagen aufbewahrt und bei der Auszählung nicht berücksichtigt. Später konnte so von der Polizei eine Zuordnung der vom jeweiligen Wähler abgegebenen Stimme vorgenommen werden. Auf den vermeintlich von T. ausgefüllten Stimmzetteln waren Stimmen für die CDU abgegeben worden. Christine T. war beim Jobcenter registriert. Dort arbeitete damals auch CDU-Stadtrat Holger Gebhardt, delegiert von der Stadt Stendal. Gebhardt wurde Ende 2011 durch Oberbürgermeister Klaus Schmotz (CDU) in der Stadtverwaltung eingestellt – ohne interne oder externe Ausschreibung, die sonst überwiegend üblich ist. Inzwischen liegt deswegen eine Strafanzeige gegen den Oberbürgermeister wegen Amtsmissbrauchs und Vorteilsgewährung im Amt vor.
Zahlreiche der 189 Wahlberechtigten, für die die zwölf Frauen und Männer im Rathaus Unterlagen abgeholt hatten, wurden in den Wochen danach von der Polizei befragt. Bei etlichen von ihnen gab es ebenfalls eine Verbindung zum Jobcenter. Anfang November 2014 wurden Durchsuchungen des Arbeitsplatzes von Holger Gebhardt und der CDU-Geschäftsstelle durch die Polizei durchgeführt. Insgesamt ermittelte die Staatsanwaltschaft gegen mehr als zehn Personen, darunter auch gegen CDU-Kreischef Wolfgang Kühnel und eine Mitarbeiterin der CDU-Geschäftsstelle.
Am 8. November 2014 erklärte Holger Gebhardt seinen Austritt aus der CDU und seinen Rücktritt vom Stadtratsmandat. Später kündigte ihm auch die Stadt fristlos das Arbeitsverhältnis.
CDU-Landesvorsitzender Thomas Webel erklärte auf einem Landesparteitag im November, dass es sich nur um einzelne „schwarze Schafe“ gehandelt habe. Innenminister Holger Stahlknecht (CDU) stellte jedoch wenige Tage später fest, der stellvertretende Leiter des in der Sache ermittelnden Stendaler Polizeireviers sei CDU-Kreistags- und Kreisvorstandsmitglied. Stahlknecht veranlasste deshalb, dass die Ermittlungen von der Polizeidirektion Magdeburg weitergeführt wurden.
Bei der Wiederholung der Briefwahl am 9. November 2014 büßte die CDU 9 Prozentpunkte ein. Da auch die Nachwahl von den Folgen der Wahlfälschung überschattet wurde, musste am 21. Juni 2015 der Stadtrat komplett neu gewählt werden. Der CDU-Stadtvorstand bezeichnete den Skandal als „Vorgänge, die ein Einzelner verübt“ habe.
Einer Mitarbeiterin der Stadtverwaltung wurde gekündigt. Sie soll an der Wahlfälschung beteiligt gewesen sein.
Im März 2017 wurde Gebhardt wegen Wahlfälschung in rund 300 Fällen vom Landgericht Stendal zu zwei Jahren und sechs Monaten Haft verurteilt. Das Gericht kam zu der Überzeugung, dass er auf Druck von Hintermännern gearbeitet habe. Der CDU-Kreisvorstand trat daraufhin geschlossen zurück. Gebhardts Anwalt legte gegen das Urteil Revision ein. Im August 2017 verwarf der Bundesgerichtshof die Revision in weiten Teilen. Er erkannte lediglich auf weniger Fälle der Urkundenfälschung, setzte das Strafmaß aber nicht herab. Das Urteil des Landgerichts ist damit rechtskräftig.
Zeitgleich wurde bekannt, dass die Staatsanwaltschaft Vorermittlungen wegen einer möglichen Wahlfälschung bei der Landratswahl im Herbst 2012 aufnehmen wird. Zudem wurde während des Wahlfälschungsprozesses deutlich, dass es zuvor bereits bei der Kommunalwahl 2009 Fälschungen gegeben hat. Diese werden allerdings nicht weiter verfolgt, da sie inzwischen juristisch verjährt sind.

### Manipulation der Wiederholungswahl
Im Vorfeld der Wiederholung der Stadtratswahl am 21. Juni 2015 kam es erneut zu Manipulationen. Die eingereichte Liste der FDP enthielt mehr Bewerber und mit anderer Reihenfolge als durch die Nominierungsversammlung beschlossen. Dies wurde durch Einsprüche eines Rechtsanwaltes sowie des AfD-Kandidaten Tom Klein bekannt. Marcus Faber, Stendaler Kreisvorsitzender und stellvertretender Landesvorsitzender der FDP Sachsen-Anhalt, der auch Spitzenkandidat seiner Partei zur Wiederholungswahl ist, bezeichnete die Manipulation der Wahlliste als „dummen Verfahrensfehler“, der „umgehend behoben“ worden sei. Nach der Volksstimme vorliegenden Dokumenten wurde Faber, der bei der Listenaufstellung als Schriftführer fungiert hatte, jedoch bereits Wochen zuvor von einem FDP-Mitglied diesbezüglich angesprochen. Der Stadtwahlausschuss strich in der Folge zwei Kandidaten von der Wahlliste der FDP, die somit trotzdem zur Wiederholung der Stadtratswahl am 21. Juni 2015 antreten konnte.
Gegen die Wiederholungswahl wurde vor dem Oberverwaltungsgericht Einspruch durch Tom Klein erhoben. Er bemängelte, dass die FDP trotz nachgewiesener Manipulation ihres Wahlvorschlages zur Wahl zugelassen worden sei. Zudem hätten SPD und FDP bei der Aufstellung ihrer Kandidaten den Grundsatz der geheimen Wahl verletzt. Außerdem sei der FDP-Spitzenkandidat Marcus Faber nicht wählbar gewesen, da er nach eigenen Angaben seinen Lebensmittelpunkt nicht in Stendal, sondern in Berlin habe. Der Einspruch wurde am 17. Oktober 2017 abgewiesen und sämtliche Klagepunkte von Klein gegen die Stadt Stendal und das Verfahren bei der FDP und den Wohnsitz ihrer Kandidaten verworfen. Die Wiederholungswahl bleibt damit gültig.

## Landtag
Die Wahlfälschung in Stendal war auch Gegenstand einer Debatte im Landtag von Sachsen-Anhalt. Dabei kam es zu heftigen Vorwürfen gegen die CDU Sachsen-Anhalt. Der SPD-Abgeordnete Tilman Tögel, dessen Wahlkreis Stendal ist, schrieb in einem Facebookkommentar, die Stendaler CDU solle doch überlegen, sich in „Camorra von der Uchte“ umzubenennen, und warnte, dass „Sumpf, Filz und kriminelle Aktivitäten“ erhalte, wer CDU wähle.
Im Zusammenhang mit dem Wahlbetrug trat Hardy Peter Güssau von seinem Amt als sachsen-anhaltischer Landtagspräsident am 15. August 2016 mit Wirkung zum 21. August 2016 zurück.
Der Landtag von Sachsen-Anhalt richtete im April 2017 zu dem Betrug einen Untersuchungsausschuss ein. Nach 31. Sitzungen konnte im April 2021 der Abschlussbericht vorgelegt werden. Der Ausschuss hatte 85 Zeugen gehört und Dutzende Aktenordner der Justiz durchgearbeitet, Es konnte nicht zweifelsfrei belegt werden, inwiefern der später verurteilte Wahlfälscher wissentliche Hilfe bekommen hatte. Allerdings konnte Behördenversagen auf verschiedenen Ebenen festgestellt werden.  

## Juristische Aufarbeitung
Das Landgericht Stendal verurteilte im November 2020 in einem Zivilverfahren den verurteilten Wahlfälscher Holger Gebhardt sowie den langjährigen Chef der CDU im Landkreis Stendal, Wolfgang Kühnel, zu Schadensersatz in Höhe von rund 49.000 Euro. Die Stadt Stendal hatte wegen der Wiederholungswahlen zum Stadtrat (Briefwahl 2014 und Stadtrat 2015) das Geld eingeklagt. Gebhardt akzeptierte das Urteil, Kühnel ging dagegen in Berufung. Im Juli 2022 wies das Oberlandesgericht Naumburg die Berufung zurück.